# Катагуазис (микрорегион)

Катагуазис на карте.

Катагуазис (порт. Microrregião de Cataguases) — микрорегион в Бразилии, входит в штат Минас-Жерайс. Составная часть мезорегиона Зона-да-Мата. Население составляет 216 590 человек (на 2010 год). Площадь — 3916,041	 км². Плотность населения — 	55,31	 чел./км².

## Демография
Согласно сведениям, собранным в ходе переписи 2010 г. Национальным институтом географии и статистики (IBGE), население микрорегиона составляет:						
| Полное население                             | Полное население                             | Полное население                             | Полное население                             | 216 590 |
| -------------------------------------------- | -------------------------------------------- | -------------------------------------------- | -------------------------------------------- | ------- |
| в том числе:                                 | Городское население                          | 193 999                                      | Процент городского населения, %              | 89,57   |
|                                              | Сельское население                           | 22 591                                       | Процент сельского населения, %               | 10,43   |
|                                              | Мужское население                            | 105 935                                      | Процент мужского населения, %                | 48,91   |
|                                              | Женское население                            | 110 655                                      | Процент женского населения, %                | 51,09   |
| Плотность населения, чел/км²                 | Плотность населения, чел/км²                 | Плотность населения, чел/км²                 | Плотность населения, чел/км²                 | 55,31   |
| Население микрорегиона в % к населению штата | Население микрорегиона в % к населению штата | Население микрорегиона в % к населению штата | Население микрорегиона в % к населению штата | 1,11    |

## Статистика
- Валовой внутренний продукт на 2003 год составляет 1 331 702 189,00 реалов (данные: Бразильский институт географии и статистики).
- Валовой внутренний продукт на душу населения на 2003 год составляет 6267,00 реалов (данные: Бразильский институт географии и статистики).
- Индекс развития человеческого потенциала на 2000 год составляет 0,774 (данные: Программа развития ООН).

## Состав микрорегиона
В составе микрорегиона включены следующие муниципалитеты:
1. Ален-Параиба
2. Аржирита
3. Катагуазис
4. Дона-Эузебия
5. Эстрела-Далва
6. Итамарати-ди-Минас
7. Ларанжал
8. Леополдина
9. Палма
10. Пирапетинга
11. Рекрею
12. Сантана-ди-Катагуазис
13. Санту-Антониу-ду-Авентурейру
14. Волта-Гранди